# Condado de Gem
El condado de Gem (en inglés: Gem County), fundado en 1915, es uno de los 44 condados del estado estadounidense de Idaho. En el año 2000 tenía una población de 15 181 habitantes con una densidad poblacional de 10 personas por km². La sede del condado es Emmett.

## Geografía
Según la Oficina del Censo, el condado tiene un área total de 1465 km² (565,6 mi²), de la cual 1457 km² (562,5 mi²) es tierra y 8 km² (3,1 mi²) (0.56%) es agua.

### Condados adyacentes
- Condado de Adams - norte
- Condado de Valley - noreste
- Condado de Boise - este
- Condado de Ada - sur
- Condado de Canyon - suroeste
- Condado de Payette - oeste
- Condado de Washington - noroeste

## Demografía
En el 2000 la renta per cápita promedia del condado era de $34 460, y el ingreso promedio para una familia era de $40 195. En 2000 los hombres tenían un ingreso per cápita de $31 036 versus $20 755 para las mujeres. El ingreso per cápita para el condado era de $15 340. Alrededor del 13.10% de la población estaba bajo el umbral de pobreza nacional.

## Comunidades

### Ciudad
- Emmett

### Comunidades no incorporadas
- Letha
- Ola
- Sweet